# Chrysotaenia protrusilinea
Chrysotaenia protrusilinea là một loài bướm đêm trong họ Geometridae.